# Мителево
Мителево — деревня в Великоустюгском районе Вологодской области.
Входит в состав Покровского сельского поселения (с 1 января 2006 года по 13 апреля 2009 года входила в Викторовское сельское поселение), с точки зрения административно-территориального деления — в Викторовский сельсовет.
Расстояние до районного центра Великого Устюга по автодороге — 67 км, до центра муниципального образования Ильинского по прямой — 3 км. Ближайшие населённые пункты — Беляшкино, Большое Чебаево, Малое Чебаево.
По данным переписи в 2002 году постоянного населения не было.